# Хультберг, Пер

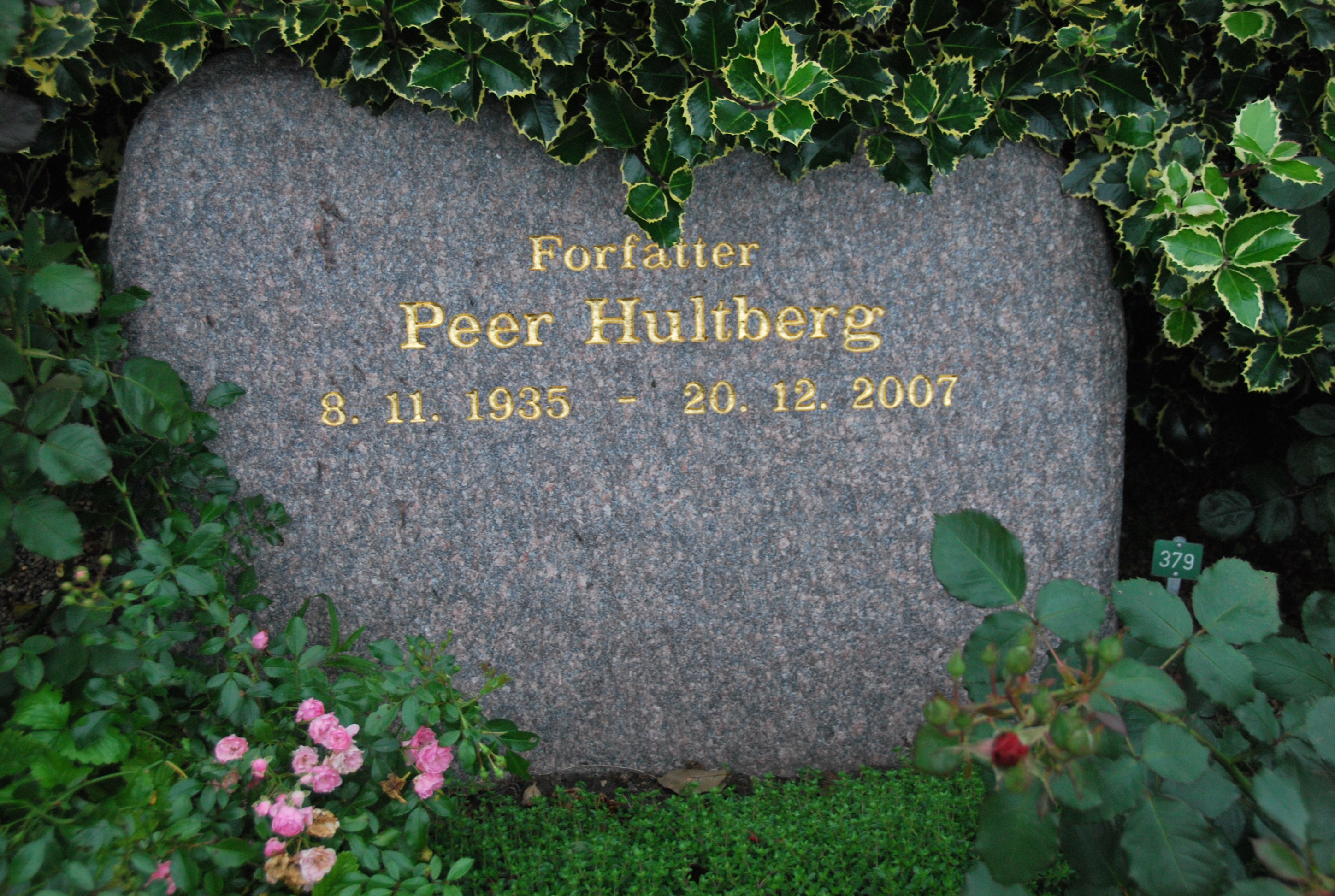
Могильная плита Хультберга

Пер Хультберг (8 ноября 1935 — 20 декабря 2007) — датский писатель и психоаналитик.

## Биография
Пер Хультберг родился 8 ноября 1935 года в городе Вангеде (Дания). Детство провёл в Хорсенсе и Виборге. С 1953 года изучал в Копенгагенском университете французский, музыку и славянские языки. Продолжил обучение в Скопье (1956—57) и Варшаве (1958—59). В 1959 году переехал в Лондон, где получил степень бакалавра искусств (1963). Преподавал польский язык и литературу в Лондонском университете. В 1967 году опубликовал диссертацию о литературном стиле Вацлава Берента (переведена на польский в 1969 году). С 1968 по 1973 год преподавал польский язык и литературу в Копенгагенском университете, затем вновь продолжил обучение, на этот раз в Институте К. Г. Юнга (Цюрих).
Умер в Гамбурге 20 декабря 2007 года после непродолжительной болезни.

## Сочинения
(названия на датском языке)
- Mytologisk landskab med Daphnes forvandling (роман, 1968)
- Desmond! (роман, 1968)
- Requiem (роман, 1985)
- Slagne veje (роман, 1988)
- Præludier (роман, 1989)
- Byen og verden (роман, 1992)
- Kronologi (роман, 1995)
- De skrøbelige (пьеса, 1998)
- Fædra (пьеса, 2000)
- Kunstgreb (пьеса, 2000)
- Min verden — bogstavligt talt (биография, 2005)
- Vredens nat (роман, 2008)

## Премии и награды
Литературная премия Северного Совета 1993 года (Город и мир, Byen og Verden) 